# Cosmic Wheels
Cosmic Wheels è un album discografico del cantautore scozzese Donovan pubblicato nel 1973 dalla Epic Records.

## Il disco
Dopo le introspettive riflessioni sulla paternità e sulla famiglia contenute nel precedente LP HMS Donovan, nel 1972 Donovan spostò la sua attenzione nuovamente verso la musica popolare. Erano passati ormai tre anni da quando Atlantis era entrata nella top 10, e da allora, Donovan aveva pubblicato solo dischi di media classifica come Open Road.
Sperando di ottenere maggiore successo commerciale, Donovan chiamò Mickie Most a collaborare con lui per la produzione del nuovo disco. Le sessioni in studio per Cosmic Wheels si tennero ai Morgan Studios di Londra. All'epoca in Gran Bretagna imperava il glam rock che dominava le classifiche di vendita, con artisti come Marc Bolan, Alice Cooper, Roxy Music, e David Bowie. Molti di questi musicisti citavano Donovan come una delle influenze fondamentali nella loro musica. Questo fatto, e il successo che il genere glam aveva presso i fan, stabilì la direzione musicale generale che avrebbe preso Cosmic Wheels.
Cosmic Wheels raggiunse la top 20 sia negli Stati Uniti che in Inghilterra, rivelandosi uno degli album di maggior successo per il cantautore. Dall'album fu estratto il brano I Like You per essere pubblicato come singolo. La canzone raggiunse la posizione numero 66 in classifica negli U.S.A. e divenne l'ultimo pezzo a entrare in classifica nella carriera di Donovan.

## Tracce
Tutti i brani sono opera di Donovan Leitch.
Lato 1
1. Cosmic Wheels – 4:02
2. Earth Sign Mama – 3:56
3. Sleep – 3:48
4. Maria Magenta – 2:12
5. Wild Witch Lady – 4:27

Lato 2
1. The Music Maker – 4:28
2. The Intergalactic Laxative – 2:49
3. I Like You – 5:18
4. Only the Blues – 3:13
5. Appearances – 3:44

## Crediti
- Leslye Ash – Voce
- John "Rabbit" Bundrick – Tastiere
- Tony Carr – Percussioni
- Valerie Carrington – Voce
- Clive Chaman – Basso
- Phil Chen – Basso
- Nick Curtis – Voce
- Donovan – Chitarra, armonica, voce
- Lesley Duncan – Voce
- Jack Emblow – Accordion
- Julie Forsythe – Voce
- Leslie Fyson – Voce
- Peter Halling – Violino
- Jim Horn – Sassofono
- Bobby Keys – Sassofono
- John McCarthy – Voce
- Cozy Powell – Batteria
- Suzi Quatro – Voce
- Chris Spedding – Chitarra
- Gaynor Stewart – Voce
- Jill Utting – Voce
- Dennis Ball (accreditato come "Dennis Wall") – Basso
- Alan White – Batteria
- Cary Wilson – Voce